# Церква Марії Сіонської в Аксумі
Церква Марії Сіонської (амх. ርዕሰ አድባራት ቅድስተ ቅዱሳን ድንግል ማሪያም ፅዮን) — православна церква в місті Аксум, Ефіопія. Є сховищем головної святині Ефіопської православної церкви — Ковчегу Заповіту, центр паломництва ефіопських християн.

## Історія
Першу церкву на тому місці, за легендою, було збудовано на руїнах поганських храмів ще 372 року, за часів правління Езани, першого християнського правителя Аксумського царства, що зі столицею в Аксумі розташовувалось на території сучасної Ефіопії. Вважається, що та церква була найстарішим чинним християнським храмом в Африці. Церква Марії Сіонської первинно зводилась для зберігання легендарної реліквії — Ковчегу Заповіту.
1535 року церкву зруйнували мусульмани під проводом еміра Ахмеда Граня. 1635 року, за імператора Фасілідеса, храм було відновлено та суттєво розширено, після чого набув сучасного вигляду. Церква була традиційним місцем коронації ефіопських імператорів. 1955 року останній імператор Хайле Селассіє на честь 50-річчя свого правління почав будувати поряд зі старою церквою нову, з великим куполом і дзвіницею. Будівництво було завершено 1964 року, одним із перших відвідувачів нового храму стала англійська королева Єлизавета II. Нова церква відкрита для всіх, натомість до старої допускаються лише чоловіки.

## Архітектура
Стара церква Марії Сіонської складена із сірого каменю. Камені невеликого розміру, як розчин використовувалась глина, змішана з різаною соломою. Квадратний у плані, храм з його зубчастими стінами нагадує фортецю. Увінчаний позолоченим куполом, до дверей ведуть широкі кам'яні сходи, на вікнах — дерев'яні ґрати. Перед храмом можна бачити традиційне місце коронації ефіопських імператорів, що є кількома гранітними плитами, що формою нагадують неглибокі крісла. Біля брами храму встановлена мідна гармата.

## Оздоблення
Всередині церква розписана яскравими фресками. Стеля храму спирається на чотири великих стовпи, на яких висять картини на сюжети зі Святого Письма. В центрі зали висить бронзова люстра. Вівтар зазвичай закритий кольоровою ковдрою.
Нова церква, під величезним куполом, збудована у неовізантійському стилі. Її прикрашено розписом, на фронтоні церкви зображено Святу Трійцю, Дванадцятьох Апостолів та Дванадцять племен Ізраїлю.

## Ковчег Заповіту

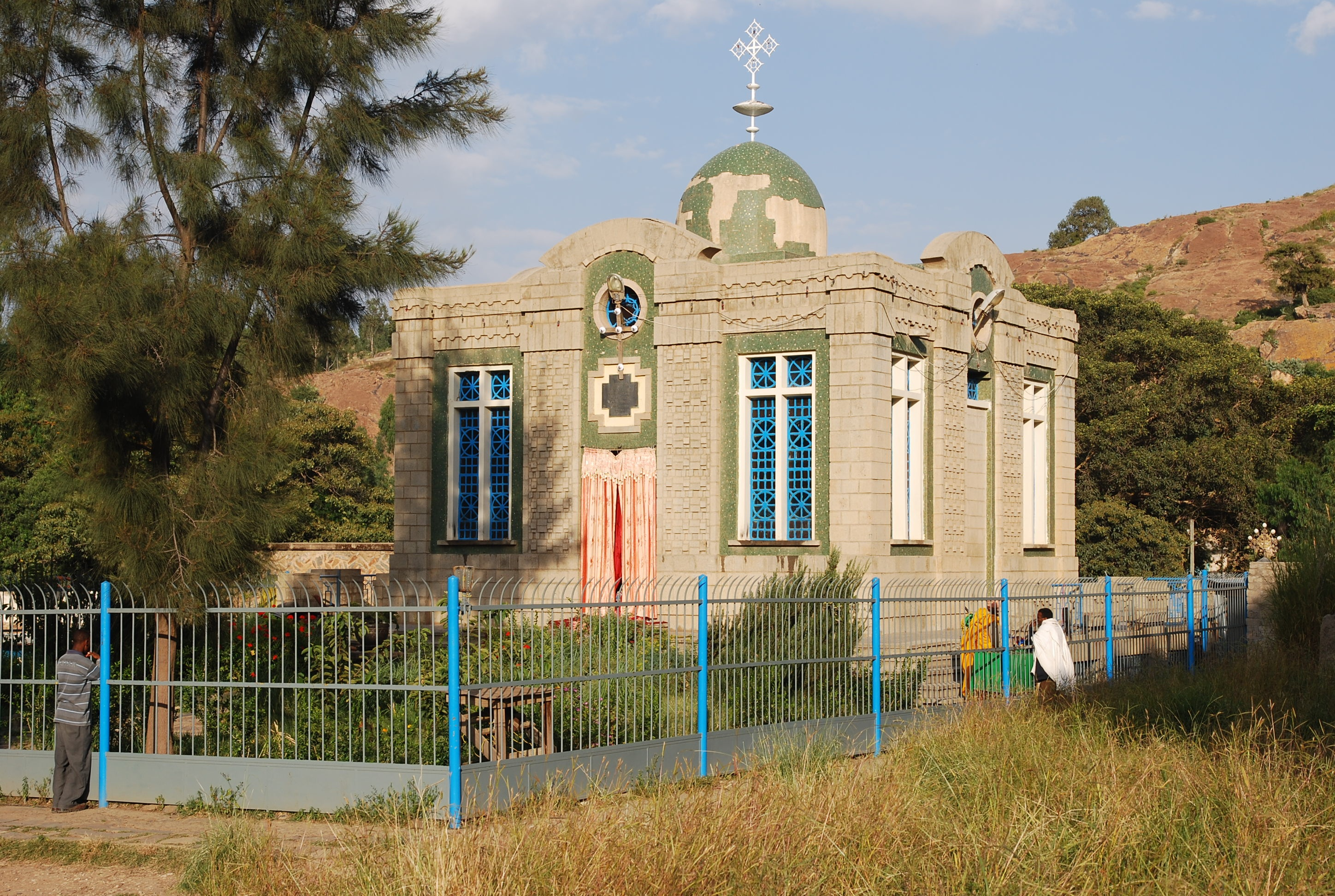
Каплиця Ковчегу

Головна святиня храму — скриня, що має назву Ковчегу Заповіту, нині зберігається у спеціальній каплиці, збудованій 1965 року за десять метрів від північно-східного кута старої церкви. За легендою, у скрині містилась золота посудина з манною небесною, жезл Аарона, дві з десяти скрижалей із заповідями Старого Заповіту, отриманих Мойсеєм на горі Синай. У минулому Ковчег, накритий ковдрою зеленого та червоного оксамиту, у великі церковні свята на чолі процесії залишав храм. Нині до людей виносять тільки копію Ковчегу. Справжня реліквія зберігається у скарбниці й ніхто, навіть патріарх ефіопської церкви, не має права дивитись на неї. Лише один чернець — хранитель реліквії — може побачити Ковчег, але звичай забороняє йому спілкуватись із сторонніми й залишати межі храму. Посада є довічною, за життя хранитель Ковчегу сам називає свого наступника.
Окрім Ковчегу Заповіту в каплиці зберігаються корони ефіопських імператорів, у тому числі й корона імператора Фасілідеса, який збудував храм.